# Linie (jezioro w powiecie zielonogórskim)
Linie (niem. Liehner See) – jezioro rynnowe w Polsce, położone w województwie lubuskim, w powiecie zielonogórskim, w gminie Kargowa.
Jezioro leży w regionie nazywanym Bruzdą Zbąszyńską. Na wschodnim brzegu znajduje się miejscowość Linie, na południowym brzegu znajdują się ośrodki wypoczynkowe oraz plaża.